# Selección femenina de rugby 7 de Venezuela
La selección femenina de rugby 7 de Venezuela es el equipo venezolano de la modalidad de rugby 7 femenino.

## Historia
Su primera competición internacional oficial fue el Seven Sudamericano Femenino 2004 disputado en Barquisimeto obteniendo el subcampeonato luego de perder en la final frente al seleccionado de Brasil por un marcador de 15 a 10.

## Participación en copas
| - Barquisimeto 2004: 2º puesto - São Paulo 2005: 3º puesto - Viña del Mar 2007: 3º puesto - Punta del Este 2008: 3º puesto - São José dos Campos 2009: 3º puesto - Mar del Plata 2010: 6º puesto - Bento Gonçalves 2011: 7º puesto - Río de Janeiro 2012: 6º puesto - Río de Janeiro 2013: 4º puesto - Santa Fe 2015: 3º puesto - Río de Janeiro 2016: 4º puesto - Villa Carlos Paz 2017: 5º puesto - Montevideo 2017: No participó - Montevideo 2018: No participó - Asunción 2019: 8º puesto - Lima 2019: 8º puesto - Montevideo 2019: No participó - Montevideo 2020: No participó - Montevideo 2021: No participó - Saquarema 2022: No participó - Montevideo 2023: No participó - Asunción 2023: No participó - Lima 2024: 8º puesto - Lima 2025: No participó - Circuito Sudamericano de Seven Femenino 2013-14: - República - No jugó / Mar del Plata - No jugó - Circuito Sudamericano de Seven Femenino 2014-15: - República - No jugó / Mar del Plata - 2° puesto | - Dublín 2016: 13º puesto - Toronto 2015: No clasificó - Lima 2019: No clasificó - Santiago 2023: No clasificó - Santiago 2014: 7º puesto (último) - Cochabamba 2018: No participó - Asunción 2022: 8° puesto - Trujillo 2013: 2º puesto - Santa Marta 2017: 4º puesto - Valledupar 2022: 3º puesto - Ayacucho 2024: No participó - Veracruz 2014: 2º puesto - Barranquilla 2018: 2º puesto - San Salvador 2023: 3º puesto - Rainforest Rugby Seven´s 2014: 3° puesto |